# Fontanna z Lwem w Lwówku Śląskim
Fontanna z Lwem (niem. Löwenbrunnen) – jedna spośród trzech fontann zlokalizowanych na płycie lwóweckiego rynku. Fontanna wykonana jest z piaskowca i pochodzi z 1711 roku. Fontanna stoi w najbardziej reprezentacyjnej części Lwówka Śląskiego – w zachodniej części rynku miejskiego (daw. Górny Rynek), przy placu Wolności.

## Historia
Pierwotnie w miejscu obecne fontanny znajdowała się studnia, która usytuowana była w zachodniej części rynku. Ustawiona w jej środkowej części toskańska kolumna zwieńczona figurą lwa trzymającego tarczę herbową pochodzi z 1711 roku. Otaczają ją mur w kształcie ośmiokąta foremnego z figurą głowy delfina. Balustrada basenu z pilastrami i stylizowaną głową delfina powstała w 1772 roku. Na przełomie XX i XXI wieku zabytkową figurę lwa zdemontowano, poddano renowacji i przekazano do miejscowej placówki historyczno-muzealnej znajdującej się w ratuszu. W jej miejsce na fontannie umieszczono współczesną, identyczną kopię wcześniejszej rzeźby.

## Rewitalizacja
Między 1 stycznia 2010 roku i 30 listopada 2010 roku Fontannę z Lwem poddano gruntownej rewitalizacji.
Rewitalizacja obejmowała przywrócenie stanu dawnej świetności fontanny poprzez wykonanie prac konserwatorskich, których zakres obejmował: oczyszczenie powierzchni elementów kamieniarki, usunięcie wadliwie wykonanych uzupełnień cementowych i starej warstwy izolacyjnej znajdującej się wewnątrz fontanny, uzupełnienie ubytków kamieniarki, demontaż rzeźby wraz z kolumną oraz jej ponowny montaż wraz z uruchomieniem w cyklu zamkniętym obiegu wody fontanny. Całkowity koszt renowacji fontanny wyniósł 108.580 zł.